# Words without borders
Words Without Borders (WWB) es una revista en línea estadounidense que data de 2003. Se especializa en la traducción, publicación y promoción de autores significativos de la literatura mundial, especialmente de aquellos cuya producción no es muy conocida.

## Actividad
Words Without Borders publica en la web obras en prosa y poesía; organiza encuentros entre autores extranjeros y sus lectores; diseña material didáctico para bachillerato y universidad; y proyecta crear un punto de información en línea sobre la literatura contemporánea mundial.  Asociada al Center for Literary Translation de la Universidad de Columbia (Nueva York), recibe financiación de organismos diversos como la National Endowment for the Arts, la New York State Council on the Arts y la Lannan Foundation. La traductora norteamericana de Elio Vittorini, Alane Salierno Mason, fundó la WWB en 1999, aunque la revista no comenzó a publicarse hasta 2003. 
David Orr destaca, en el New York Times, "la inteligencia y el idealismo" de la WWB, una revista que, según él, se halla dedicada a la promoción de géneros de literatura minoritaria producidos más allá de las fronteras estadounidenses.